# Lytreia plana
Lytreia plana is een zachte koraalsoort uit de familie Plexauridae. De koraalsoort komt uit het geslacht Lytreia. De wetenschappelijke naam van de soort werd in 1936 gepubliceerd door Elisabeth Deichmann.